# Modernismo teológico

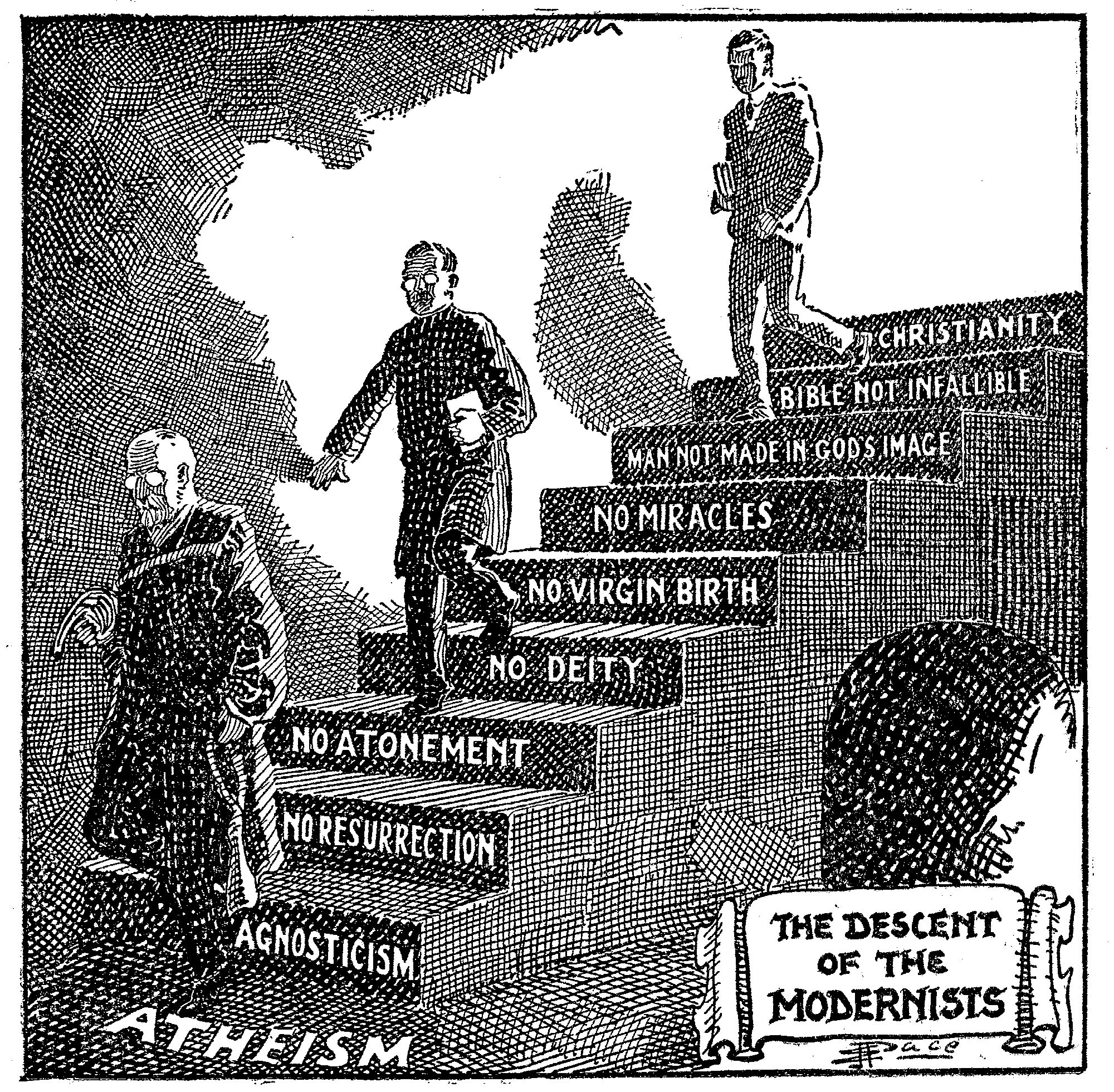
Ilustración de 1922: El descenso de los modernistas hacia el ateísmo, de E. J. Pace. Este dibujo aparece en su libro Christian cartoons. Los escalones son:
- Cristianismo.
- La Biblia no es infalible.
- El hombre no está hecho a imagen de Dios.
- No hay milagros.
- No al nacimiento virginal [de Jesucristo].
- No Deidad.
- No expiación.
- No resurrección.
- Agnosticismo.
- Ateísmo

En la historia del catolicismo el término modernismo sirve para referirse a la tendencia en un cierto pensamiento intelectual católico a considerar a la Iglesia y a sus dogmas tanto de Fe como de moral como instituciones meramente humanas influidas por su contexto histórico y cultural; por esto mismo no serían verdades reveladas de carácter infalible y podrían ser revisadas y reformadas. 
En cambio, la Iglesia postula oficialmente ser una institución divina y su doctrina revelada por Dios como verdad absoluta e invariable. El modernismo fue condenado categóricamente por el magisterio de la Iglesia Católica, especialmente por los Papas Pío IX y Pío X, sin dejar lugar a dudas o a reconciliaciones: fue definido como el «conjunto de todas las herejías». Previo a ello el cardenal Louis Billot SJ había definido al modernismo como "el error, o mejor, ese conjunto de errores que va del agnosticismo, por el inmanentismo, el pragmatismo y el dogmatismo moral a la minoración y a la ruina de la fe". Billot, encontraba el origen del modernismo en el subjetivismo de Kant, terminaba postulando que el Ser es el pensamiento. Según esta postura, el orden de las cosas y de las ideas surgiría de la razón humana, lo que Billot llama "una imitación fraudulenta de la creación divina". .
A este inmanentismo, Billot contrapone la filosofía perenne de Aristóteles, según la cual "la ciencia" significa el conocimiento de las cosas por los primeros principios y las primeras causas. En la filosofía aristotélica, el conocimiento científico es el que alcanza la razón del ser, la esencia: de ahí que la metafísica es la ciencia por excelencia, puesto que penetra hasta el fondo íntimo de los seres.
A partir del Concilio Vaticano II si bien la Iglesia no ha rectificado su oposición al modernismo, los pronunciamientos ante casos específicos de teólogos religiosos o laicos que adhieren a esta tendencia se han reducido.
El primer uso en un sentido equivalente al indicado lo hizo Henri Xavier Périn,[cita requerida] profesor de la Universidad Católica de Lovaina a finales del siglo XIX, quien lo definió como una «ambición de eliminar a Dios de toda la vida social» y lo relacionó con «las tendencias humanitarias de la sociedad contemporánea».

## Antecedentes
El historiador Ricardo de la Cierva considera como iniciadores de este movimiento a Alfred Loisy (1857-1940) y a George Tyrrell (1861-1909). Loisy fue discípulo del exégeta bíblico Louis Duchesne. Duchesne y el padre  Lagrange, fundador en 1890 de la Escuela bíblica y arqueológica francesa de Jerusalén, habían suscitado un movimiento crítico en Francia considerado por la Curia romana como anarquía intelectual, hacia el cual el papa León XIII había expresado sus reservas.
La publicación de El origen de las especies por Darwin en 1859 ofreció la perspectiva de alcanzar una explicación naturalista del origen del hombre y sus atributos, convirtiendo también en esto a Dios en una hipótesis innecesaria.

«Aunque los antecedentes remotos [del modernismo] haya que buscarlos en el racionalismo, en el subjetivismo y en el relativismo, su partida de nacimiento próxima hay que situarla en torno a la Escuela Superior de Teología creada en París en el año 1878.»
H. Masson, voz: Modernismo.

La Iglesia reaccionó proclamando formalmente la autoridad del magisterio, con la definición dogmática de la infalibilidad papal por el Concilio Vaticano I. Pío IX había publicado en 1864 su Syllabus, apéndice a la encíclica Quanta Cura, donde en 80 proposiciones condenaba numerosas innovaciones políticas y filosóficas de la era moderna. Dichas proposiciones se resumen en 4 puntos fundamentales:
1-. Proposiciones de la 1 a la 18: condena los errores relativos a la fe: panteísmo, naturalismo, racionalismo tanto absoluto como mitigado, indiferentismo, incompatibilidad entre la fe y la razón, etc. También incluye la proposición 22 que condena el no sometimiento de la inteligencia al magisterio de la Iglesia.
2-. Proposiciones de la 19 a la 55: son las relativas a la naturaleza de la Iglesia, del Estado y las relaciones entre ambos. Se subraya la libertad de la Iglesia, la subordinación del Estado a la moral cristiana y la existencia de derechos naturales anteriores al Estado e independientes del mismo. Condena la separación entre la Iglesia y el Estado.
3-. Proposiciones de la 56 a la 74: son las relativas a la ética. Prestan especial atención al matrimonio como sacramento, a la vez que se condena la moral laica, al utilitarismo (tesis 58) y la separación sacramento-contrato.
4-. Proposiciones de la 75 a la 80: afirman que el cristianismo (de la Iglesia Católica Apostólica y Romana) debe ser la religión de Estado y condenan la libertad de culto, pensamiento, imprenta y conciencia. Destaca la tesis que afirma que el Romano pontífice no puede conciliarse con el progresismo, el liberalismo y la cultura moderna.
El Syllabus es un listado de errores, por lo tanto los 80 puntos de él son afirmaciones erróneas que la Iglesia no debía aceptar. Por lo tanto lo que se estaba afirmando es que el Papa no puede reconciliarse y transigir con el progresismo, el liberalismo y la civilización moderna, siendo erróneo y falso según el Syllabus el afirmar lo contrario. Estas ideas se desarrollan en otro documento de Pío IX, la alocución Jamdudum cernimus (en latín: Hemos visto durante mucho) tiempo del 18 de marzo de 1861. Se establece una distinción entre verdadera y falsa civilización (desde el punto de vista de la Iglesia, se entiende). Afirma que la historia testifica el hecho de que la Santa sede siempre ha sido protectora y patrona de la civilización genuina (es decir, cristiana). Si el progreso y la civilización consisten en descristianizar el mundo (separación de la Iglesia y el Estado, libertad de conciencia y de culto), la Iglesia nunca puede tenderle la mano en señal de paz a tal sistema.Cuatro décadas después de Pío IX, Pío X, profundizó esta línea, viendo en el modernismo una amenaza universal que requería de una reacción global.

## Pío X
El papa Pío X (1835-1914), canonizado el 3 de septiembre de 1954, publicó en 1907 un decreto, Lamentabili sane exitu, en el que se refirió a que «el hecho de que muchos autores católicos vayan también más allá de los límites marcados por los Padres y la propia Iglesia es extremadamente lamentable».
En la encíclica Pascendi, también de 1907, Pío X declaraba que el modernismo era algo más que una herejía, era la síntesis de todas las herejías, porque en vez de proclamar un error, abría paso a todos ellos. Pascendi describía al modernista en siete categorías: como filósofo puramente inmanentista, como creyente que se basa únicamente en su propia experiencia religiosa, como teólogo que comprende el dogma sólo como un símbolo, como historiador y biblista que disuelve la revelación divina mediante el método histórico-crítico en procesos de desarrollo puramente inmanentes, como apologista que justifica la verdad cristiana únicamente desde la inmanencia, y como reformador que busca transformar la iglesia radicalmente. Agnosticismo, inmanentismo, evolucionismo y reformismo son las palabras clave utilizadas por el Papa para describir el sistema filosófico y teológico del modernismo. La encíclica describe al modernista como enemigo de la filosofía y la teología escolásticas y reticente a las enseñanzas del Magisterio; sus cualidades morales son la curiosidad, la arrogancia, la ignorancia y la falsedad. Los modernistas engañan a los creyentes comunes al no presentar su sistema completo, sino solo partes de él. Por lo tanto, la encíclica pretende revelar el sistema secreto del modernismo. La Pascendi contenía también medidas disciplinarias para la promoción de la filosofía y la teología escolástica en los seminarios, para la eliminación de profesores y candidatos al sacerdocio sospechosos, para una censura más rígida de las publicaciones y para la creación de un grupo de control antimodernista en cada diócesis. Todos los obispos y superiores de las órdenes religiosas debían informar periódicamente sobre la ejecución de estas medidas. En 1910 Pío X promulgó el motu proprio Sacrorum Antistitum, conocido como «Juramento antimodernista», que debía ser pronunciado por cualquiera que quisiera conservar o acceder a un oficio eclesiástico, incluida la docencia en teología. Excepcionalmente, y a pedido de los obispos alemanes, en ese país se dispensó de prestar el juramento a los sacerdotes que fueran al mismo tiempo profesores universitarios.
El centro de la disputa se situó en Francia e Inglaterra, así como en Italia, donde una parte del clero joven sentía esas inclinaciones. La mayoría de los llamados modernistas se consideraban fieles a la Iglesia, y rechazaban las acusaciones que los relacionaban con un protestantismo liberal como el de la escuela de Tubinga. Muchas de las ideas contra las que la Iglesia Católica estaba reaccionando, habían penetrado en la cultura europea en el Renacimiento humanista y habían alcanzado una posición de preeminencia desde la Ilustración. Pío X se refería al modernismo no como una simple orientación herética del pensamiento cristiano, sino como una verdadera conspiración organizada contra la Iglesia.
En 1907 Monseñor Umberto Begnini, miembro de la Secretaría de Estado, había puesto en marcha una sociedad secreta, el Sodalitium Pianum (Cofradía de Pío), denominado así en honor de Pío V y conocido también con el nombre francés de La Sapinière. Extendió su actividad por toda Europa, teniendo como misión la detección de modernistas en las filas de la Iglesia y recurriendo a la inducción a la delación. Benigni también era editor del diario La Corrispondenza Romana, desde donde inició campañas contra el modernismo social y religioso en toda Europa. Benigni terminó cayendo en desgracia con el Secretario de Estado del Vaticano, Cardenal Rafael Merry del Val en 1911. El Sodalitium Pianum fue finamente disuelto en 1921.

## Secuelas
Varios momentos de la historia de la Iglesia Católica en el siglo XX y hasta la actualidad, pueden verse desde el prisma del enfrentamiento entre modernistas y sus adversarios tradicionalistas (llamados integristas, un término surgido como antitético de modernista). El concilio Vaticano II fue vivido por muchos cristianos como una positiva adaptación intelectual y moral “al signo de los tiempos” y a las ideas humanistas, mientras que para los críticos representó en la práctica, como mínimo, una concesión al protestantismo y al secularismo. Entre estos sectores críticos de la Iglesia Católica se destaca la Fraternidad Sacerdotal San Pío X, fundada por el arzobispo Marcel Lefebvre, en cuyo manifiesto fundacional se acusa a la reforma conciliar de que “habiendo surgido del liberalismo y el modernismo, está toda entera envenenada”.
La reacción más radical contra el aggiornamento del Concilio la representa el denominado sedevacantismo, considerado por la Iglesia Católica una postura cismática. 
Como consecuencia del modernismo teológico han surgido diversas tendencias en la Iglesia que comenzaron a cuestionar sus doctrinas tradicionales exigiendo cambios y reformas, entre ellas la teología de la liberación, la teología queer, la teología racial, la teología indígena, la ecoteología o la teología feminista entre otras.